# Rhipidoglossum melianthum
Rhipidoglossum melianthum är en enhjärtbladig växtart som först beskrevs av Phillip James Cribb, och fick sitt nu gällande namn av Karlheinz Senghas. Rhipidoglossum melianthum ingår i släktet Rhipidoglossum och familjen orkidéer.
Artens utbredningsområde är Tanzania. Inga underarter finns listade i Catalogue of Life.